# ارتجاع سلبي

ارتجاع سلبي أو التغذية الراجعة السلبية (بالإنجليزية: Negative feedback)‏ مصطلح يستخدم عندما يكون الإخراج في نظام ما يعاكس عمل المدخل في هذا النظام. إذا كانت التغذية الراجعة لنظام ما سلبية فإن هذا النظام يميل إلى أن يكون ثابتاً. يكون جزء من الاستتباب.